# Zamek w Rożnowie

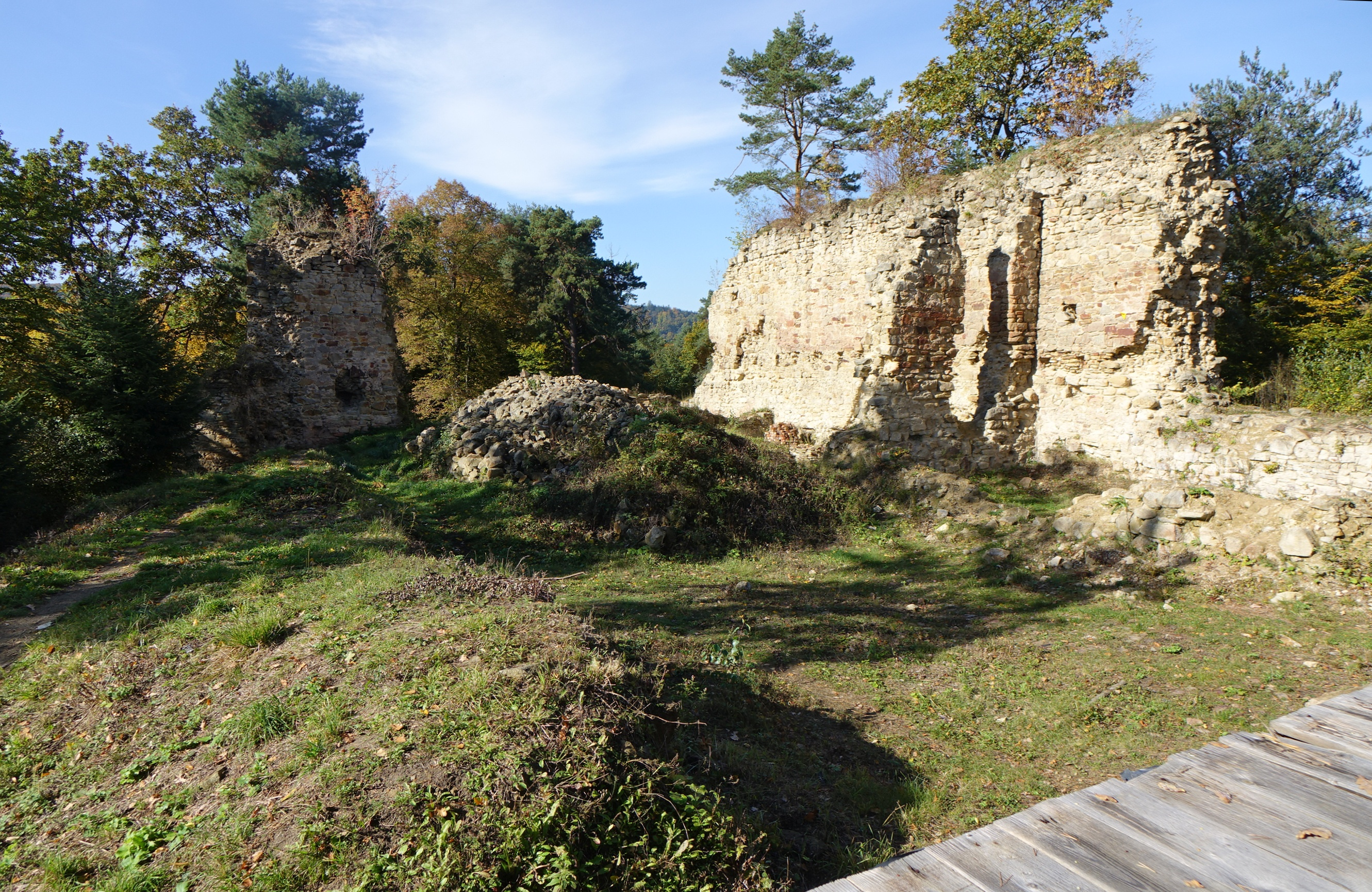
Fragment ruin

Zamek w Rożnowie – kompleks zabytkowych obiektów obronnych nad Dunajcem we wsi Rożnów w powiecie nowosądeckim w województwie małopolskim, obejmujący ruiny średniowiecznego zamku rycerskiego, pierwotnie z XIV wieku (tzw. zamek górny), i renesansowe fortyfikacje z XVI wieku (tzw. zamek dolny).

## Ruiny zamku średniowiecznego
Ruiny znajdują się na stromym wzgórzu nad Dunajcem; pierwotnie stała tam strażnica wzniesiona w XIII wieku przez ród Gryfitów. Zamek, zbudowany z kamienia w stylu gotyckim, powstał w okresie między 1336 a 1370 roku na przewężeniu cypla, otoczonego pierwotnie zakolem Dunajca. Został wzniesiony prawdopodobnie przez ojca braci Piotra i Klemensa Rożenów herbu Gryf. Zamek miał kształt zbliżony do prostokąta o wymiarach 44 metry na 20 metrów. Jego zabudowa wewnętrzna składała się z dwóch murowanych, piętrowych budynków dostawionych do murów obwodowych: dłuższego, podzielonego na dolnej kondygnacji na trzy pomieszczenia i krótszego, podzielonego na dwa pomieszczenia. Po Klemensie Rożenie zamek odziedziczył Michał Rożen, a potem jego synowie Klemens i Piotr, starosta łęczycki. Syn Piotra o imieniu Andrzej w 1412 r. jako dworzanin króla węgierskiego Zygmunta Luksemburskiego przywiózł Władysławowi Jagielle do Krakowa polskie insygnia koronacyjne. 
W 1408 r. obciążony spłatami długów majątek rożnowski stał się w połowie własnością arcybiskupa gnieźnieńskiego Mikołaja Kurowskiego herbu Szreniawa, po którego śmierci odziedziczył go jego brat Piotr Kurowski. Kurowscy byli oficjalnie właścicielami połowy zamku, ale w rzeczywistości władali całym, ponieważ druga połowa, należąca do Rafała z Rożnowa, była im zastawiona. W 1410 roku Piotr Kurowski nabył także dobra w Gródku nad Dunajcem. 
W lutym 1425 r. Piotr Kurowski za 800 grzywien zastawił połowę zamku Zawiszy Czarnemu z Garbowa herbu Sulima, staroście spiskiemu i delegatowi polskiemu na Soborze w Konstancji. W marcu 1426 r. po dopłacie 200 grzywien Zawisza Czarny stał się właścicielem połowy zamku, zaś drugą trzymał w zastawie. W 1428 r. po śmierci Zawiszy w bitwie pod Gołubcem Rafał Rożen, piszący się już z Kąśnej, sprzedał za 300 grzywien swoją połowę zamku Barbarze herbu Pilawa, wdowie po Zawiszy. Po jej śmierci Rożnów należał do synów Zawiszy: Stanisława, Jana i Marcina. W 1443 r. Marcin z Rożnowa, uczestnik konfederacji nowokorczyńskiej, pozywany był przez biskupa krakowskiego o ukrywanie w Rożnowie Jana z Krzyżanowic, skazanego na banicję. W 1444 r. Marcin razem ze swoim bratem Stanisławem zginął w bitwie pod Warną. Trzeci z synów Zawiszy, Jan z Rożnowa herbu Sulima, starosta kolski, miał z Małgorzatą z Szafrańców córkę Barbarę z Rożnowa. Około 1486 r. wniosła ona całą spuściznę po dziadku swojemu drugiemu mężowi Janowi Amorowi Iuniorowi Tarnowskiemu herbu Leliwa. Dokument z 1498 r. informował o istnieniu kaplicy zamkowej. Po jego śmierci jego syn, hetman Jan Amor Tarnowski, przekazał zamek w zastaw Ligęzom, ale przed śmiercią go wykupił. Po nim zamek objął Jana Krzysztof Tarnowski. Od 1567 r. „rożnowskie państwo” stało się własnością zięcia hetmana, księcia Konstantego Wasyla Ostrogskiego. W XVI i XVII wieku zamek zaczął popadać w ruinę. Obecnie zachowały się jedynie fragmenty murów.
Ruiny średniowiecznego zamku w Rożnowie były tematem rysunków Macieja Bogusza Stęczyńskiego oraz Napoleona Ordy.

## Fortyfikacje renesansowe
Zamek dolny w Rożnowie zaczęto budować w czasach renesansu w odległości około 1 km od zamku górnego w dolinie nad brzegiem Dunajca. Warownia miała blokować drogę biegnącą doliną Dunajca od południa w głąb Polski. Zamek składa się z trzech części: kamiennego beluardu zbudowanego na planie wydłużonego pięcioboku, budynku bramnego z wjazdem na wysokości 8 metrów oraz łączącego je muru kurtynowego wyposażonego w krzyżowe strzelnice. Budowę zamku dolnego w Rożnowie rozpoczął około 1560 roku hetman wielki koronny Jan Tarnowski, który w tym okresie rozbudował o basteję również zamek w Tarnowie. Beluard jest zbudowany z muru kamiennego o grubości 2,5 m i 3 m. Jego długość to 30 metrów. We wnętrzu rozpiętość sklepienia w najszerszym miejscu wynosi 16 metrów. Zachowały się w środku ślady ganku i wiodącej do niego pochylni. Z ganku wychodzą strzelnice krzyżowe, odrębne dla broni ręcznej i artylerii. Beluard prezentuje bardzo wczesny typ fortyfikacji przystosowanej do użycia broni palnej i jest wczesnym typem bastionu. Jan Tarnowski był prawnukiem Zawiszy Czarnego (synem jego wnuczki Barbary z Rożnowa) i wybitnym teoretykiem sztuki wojennej, autorem dzieła Consilium rationis bellicae (Rada sprawy wojennej, 1558). Forteca w Rożnowie, wznoszona w związku ze wzrostem zagrożenia tureckiego po bitwie pod Mohaczem, miała być jedną z najnowocześniejszych fortyfikacji w Polsce i pierwszym zbudowanym od podstaw zamkiem nowożytnym, jednak po śmierci hetmana Tarnowskiego w 1561 roku jej budowa nie została ukończona. Pierwotnie nad murem beluardu miała wznosić się górna część. Po śmierci Tarnowskiego w beluardzie mieściły się: ludwisarnia, zbór braci polskich, a w XIX wieku gorzelnia.
Po 1961 roku zamek dolny odgruzowano oraz zabezpieczono poterny wprowadzając system odwodnienia, odsłonięto mur tarczowy zagrożony wskutek obciążenia go ziemią i zawilgocenia, a nad budynkiem bramnym wymieniono więźbę dachową. 

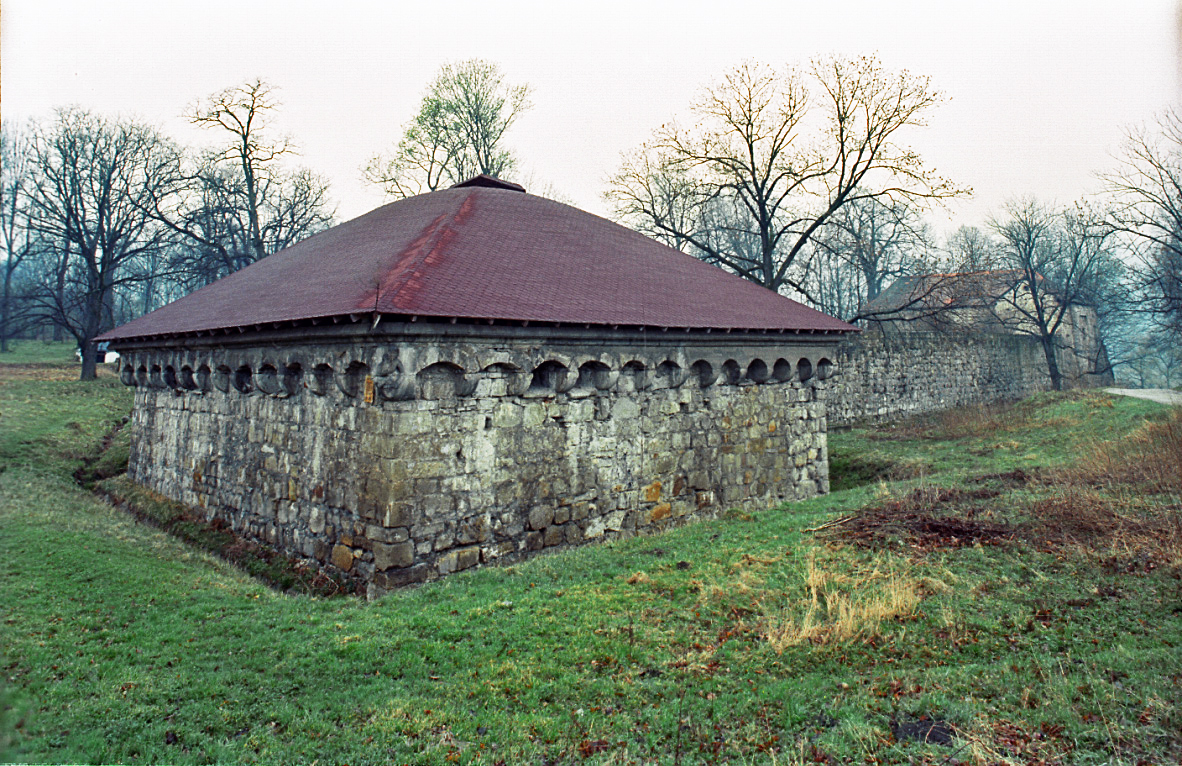
Beluard
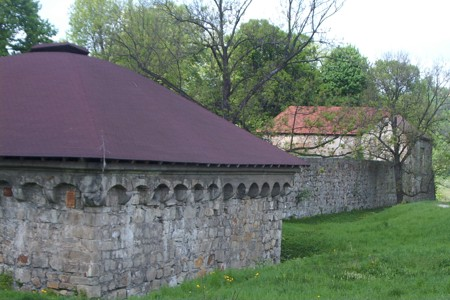
Beluard i mur do bramy
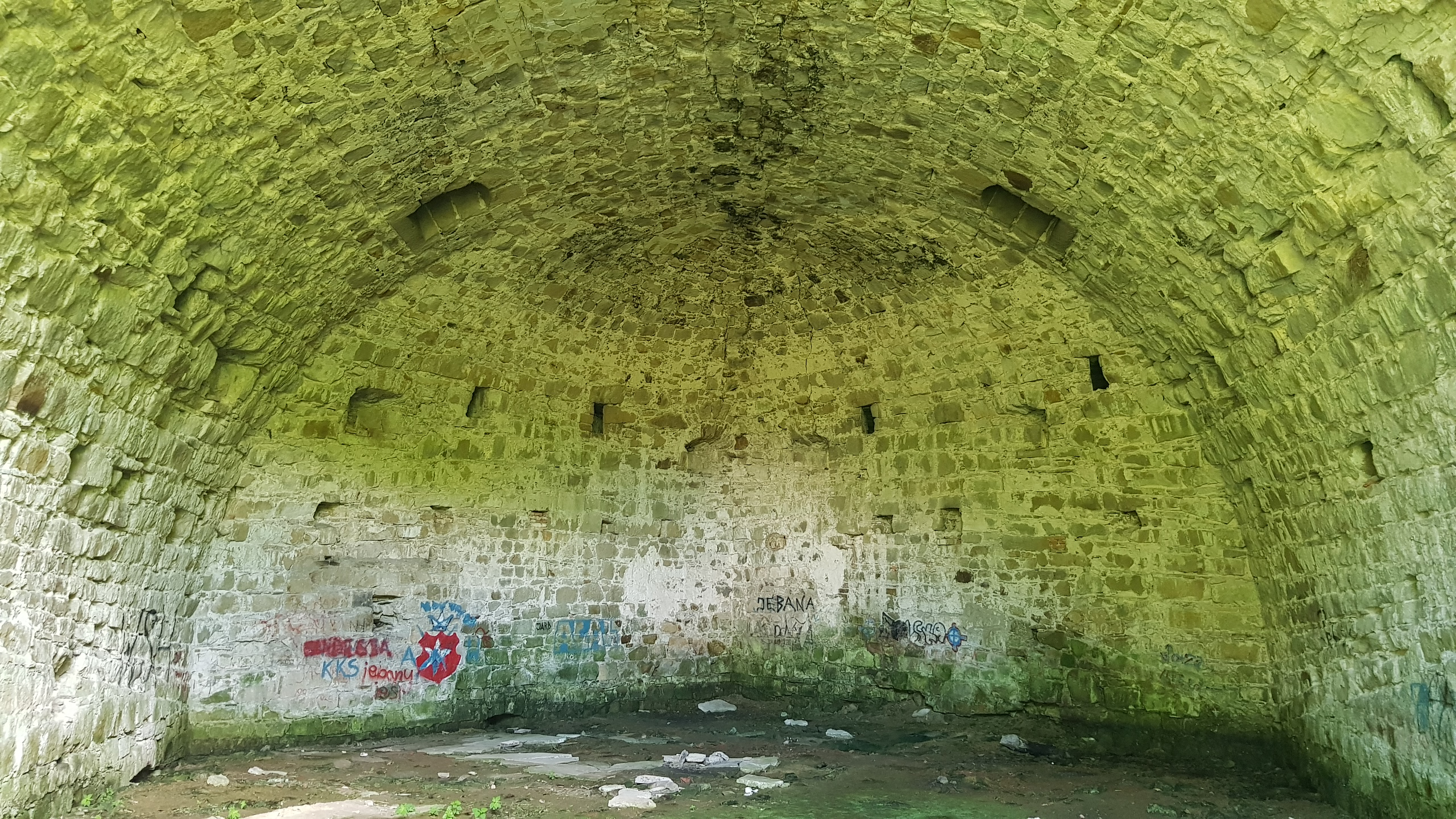
Wnętrze beluardu
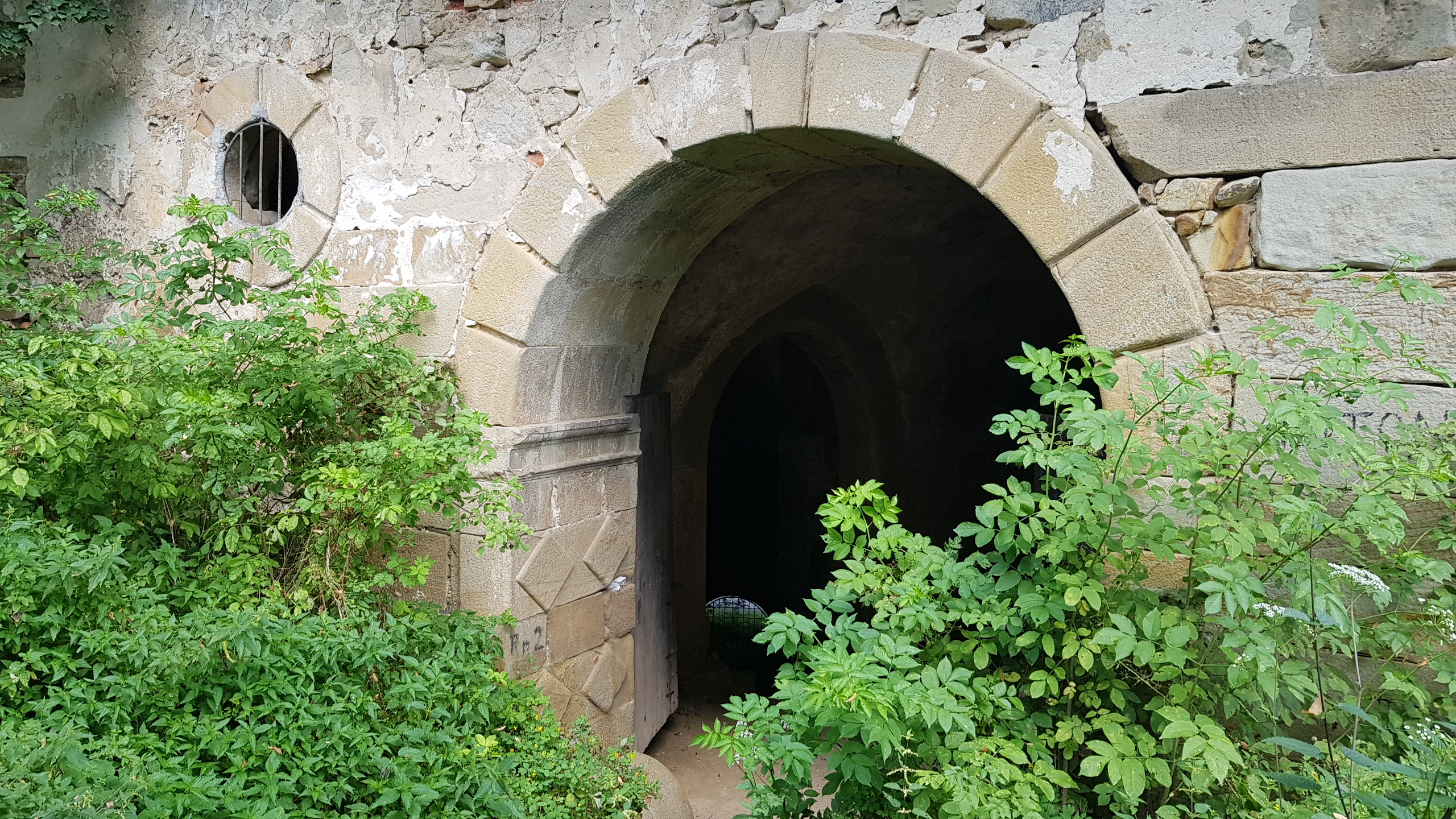
Brama
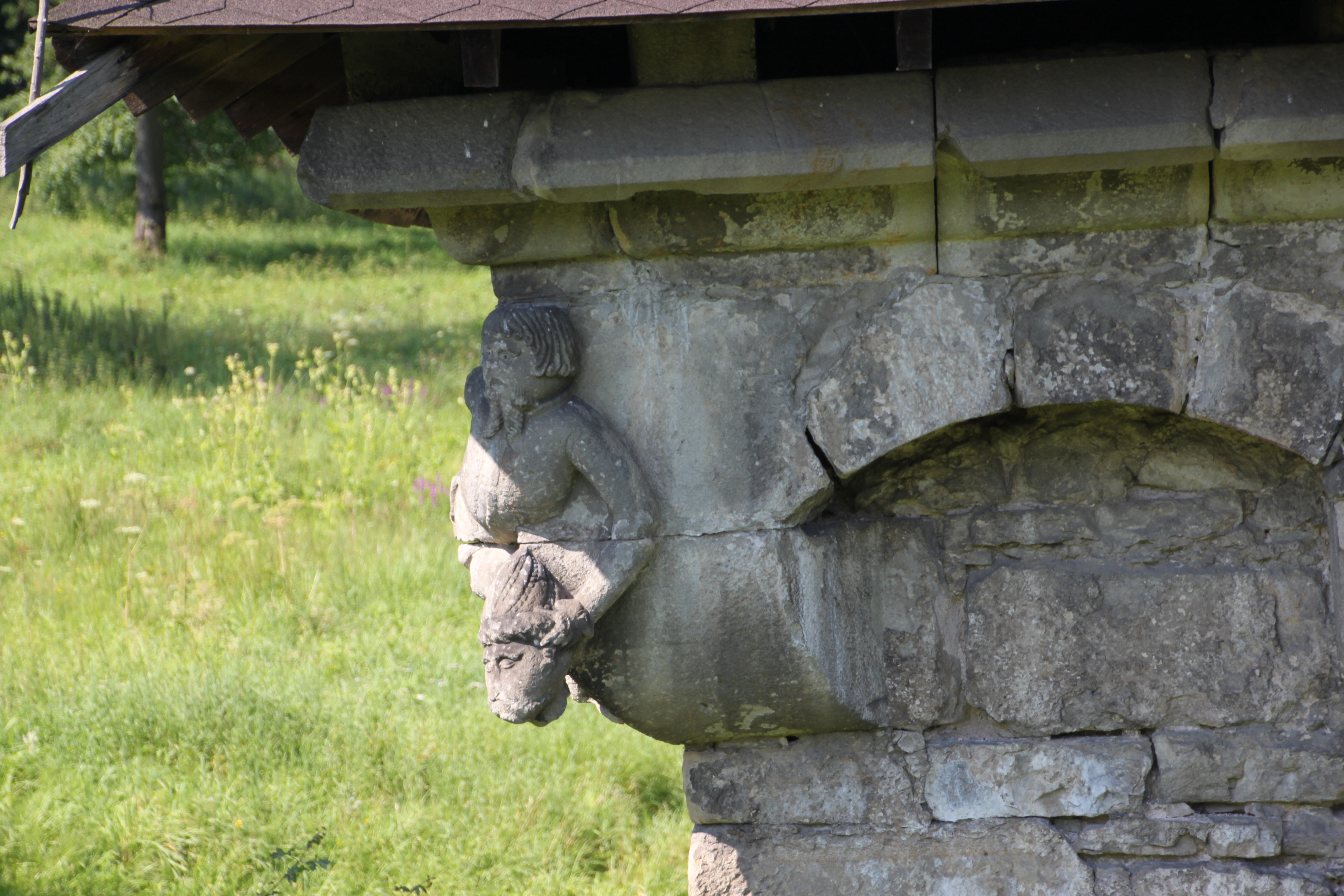
Figura
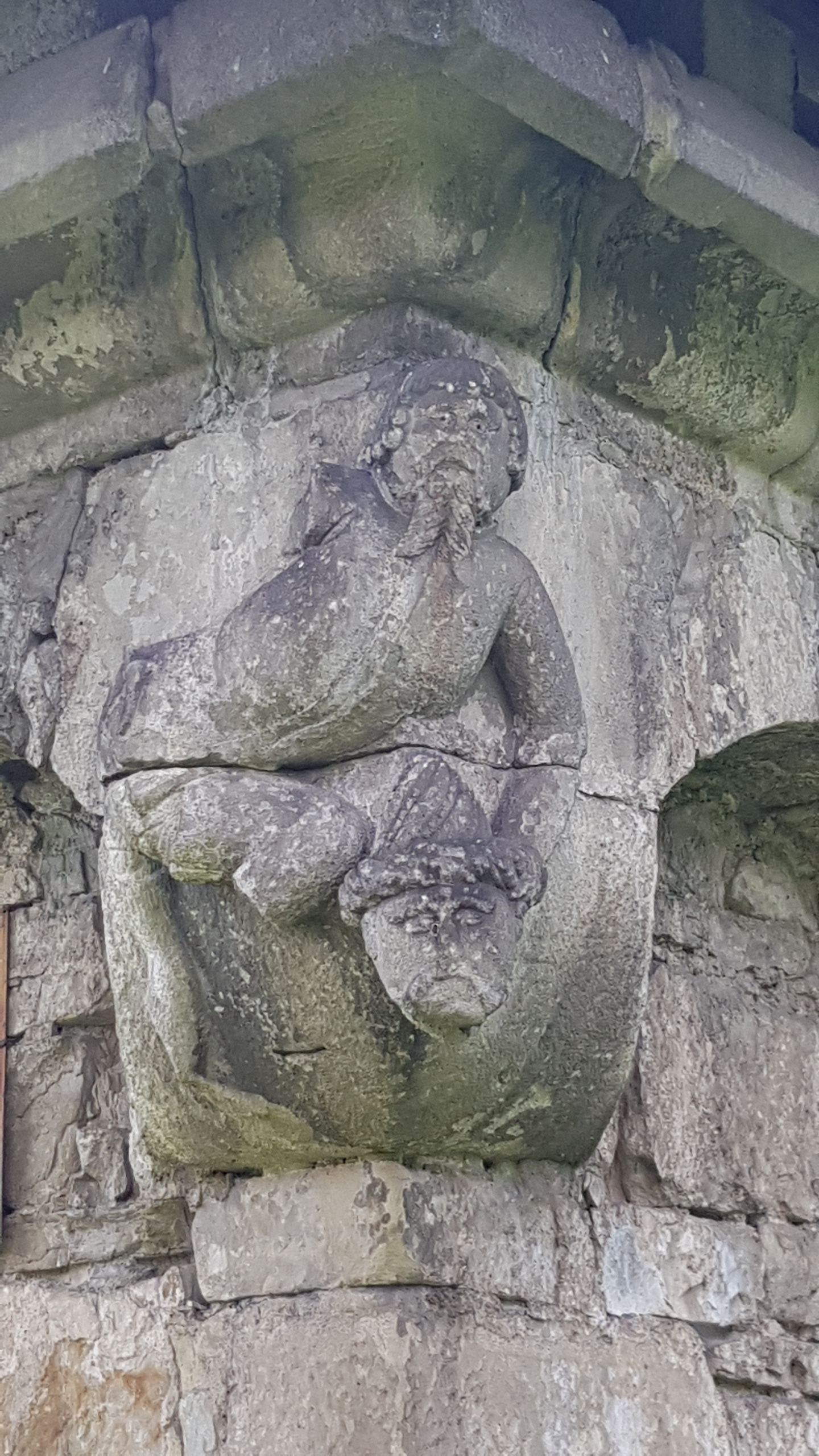
Figura